# Даунс, Дэмион
Дэ́мион Да́унс (англ. и нем. Damion Downs; род. 6 июля 2004 года, Вернэкк, Германия) — немецкий и американский футболист, нападающий клуба «Саутгемптон» и национальной сборной США.

## Клубная карьера
Дэмион Даунс — воспитанник «Швайнфурт 05», «Ингольштадт 04» и «Кёльн». За резервную команду дебютировал 10 марта 2023 года в матче против «Рот-Вайсс Эссена». В матче против «Вупперталя» оформил дубль. В матче против «Шальке 04 II» забил победный гол. За «Кёльн» дебютировал 23 сентября в матче против «Вердера».

## Карьера в сборной
Даунс родился в американо-немецкой семье и может представлять США или Германию. В апреле 2022 года он был вызван в тренировочный лагерь сборной США до 20 лет. В мае 2022 года был назван в предварительном составе сборной на Чемпионат КОНКАКАФ среди молодёжных команд 2022, но в окончательный состав не попал. В сентябре 2022 года Даунс был вызван в сборную Германии до 19 лет на отборочные матчи Чемпионата Европы до 19 лет, но в окончательный состав не попал.
В преддверии Олимпийских игр 2024 был вызван на тренировочной сбор олимпийской сборной США, но в окончательную заявку не попал. Осенью 2024 года был вызван в сборную Германии до 20 лет, за которую сыграл в шести матчах.
22 мая 2025 года был вызван главным тренером национальной сборной США Маурисио Почеттино в тренировочный лагерь перед матчами против сборных Турции и Швейцарии. 5 июня 2025 года попал в окончательную заявку сборной США на Золотой кубок КОНКАКАФ 2025, после участия в котором он сможет выступать только за сборные США.
11 июня 2025 года дебютировал за главную сборную США, заменив Себастьяна Берхалтера на 75-й минуте товарищеского матча против сборной Швейцарии (0:4).